# Hymenoscyphus renisporus
Hymenoscyphus renisporus är en svampart som först beskrevs av Job Bicknell Ellis, och fick sitt nu gällande namn av William Phillips 1887. Hymenoscyphus renisporus ingår i släktet Hymenoscyphus och familjen Helotiaceae.   Inga underarter finns listade i Catalogue of Life.